# Luigi Sartor
Luigi Sartor (Treviso, Provincia de Treviso, Italia, 30 de enero de 1975) es un exfutbolista italiano. Se desempeñaba en la posición de defensa.

## Selección nacional
Fue internacional con la selección de fútbol de Italia en 2 ocasiones. Debutó el 22 de abril de 1998, en un encuentro amistoso ante la selección de Paraguay que finalizó con marcador de 3-1 a favor de los italianos.

## Clubes
| Club           | País    | Año       |
| -------------- | ------- | --------- |
| Juventus F. C. | Italia  | 1992-1993 |
| A. C. Reggiana | Italia  | 1993-1994 |
| Juventus F. C. | Italia  | 1994      |
| Vicenza Calcio | Italia  | 1994-1997 |
| Inter de Milán | Italia  | 1997-1998 |
| Parma F. C.    | Italia  | 1998-2002 |
| A. S. Roma     | Italia  | 2002-2003 |
| A. C. Ancona   | Italia  | 2003-2004 |
| A. S. Roma     | Italia  | 2004-2005 |
| Genoa C. F. C. | Italia  | 2005      |
| A. S. Roma     | Italia  | 2005      |
| F. C. Sopron   | Hungría | 2005-2006 |
| Hellas Verona  | Italia  | 2007      |
| Ternana Calcio | Italia  | 2008-2009 |

## Palmarés

### Campeonatos nacionales
| Título              | Club           | País   | Año     |
| ------------------- | -------------- | ------ | ------- |
| Copa Italia         | Vicenza Calcio | Italia | 1996-97 |
| Copa Italia         | Parma F. C.    | Italia | 1998-99 |
| Supercopa de Italia | Parma F. C.    | Italia | 1999    |
| Copa Italia         | Parma F. C.    | Italia | 2001-02 |

### Copas internacionales
| Título          | Club                | País   | Año     |
| --------------- | ------------------- | ------ | ------- |
| Copa de la UEFA | Juventus F. C.      | Italia | 1992-93 |
| Eurocopa Sub-21 | Selección de Italia | Italia | 1996    |
| Copa de la UEFA | Inter de Milán      | Italia | 1997-98 |
| Copa de la UEFA | Parma F. C.         | Italia | 1998-99 |